# طارق بن زياد
طارق بن زياد هو قائد عسكري مسلم، قاد الفتح الإسلامي لشبه الجزيرة الأيبيرية خلال الفترة الممتدة بين عاميّ 711 و718 بأمر من موسى بن نصير والي أفريقية في عهد الخليفة الأموي الوليد بن عبد الملك. يُنسب إلى طارق بن زياد إنهاء حكم القوط الغربيين لهسبانيا. وإليه أيضًا يُنسب «جبل طارق» وهو الموضع الذي وطأه جيشه في بداية فتحه للأندلس. يُعتبرُ طارق بن زياد أحد أشهر القادة العسكريين في التاريخين الأيبيري والإسلامي على حدٍ سواء، وتُعدّ سيرته العسكريَّة من أنجح السير التاريخيَّة.
اختلف المؤرخون حول أصول طارق بن زياد، فمنهم من قال أنَّه أمازيغي كابن خلكان وابن عذاري والإدريسي، ومنهم من قال أنَّه عربي كالزركلي والمقري التلمساني، وآخرون قالوا أنَّه فارسي، بينما ترجح موسوعة كامبريدج الإسلاميَّة أصوله العربية. وهذا ماذهب إليه أيضاً المؤرخ الإيطالي باولو جيوفيو.
كذلك اختلف المؤرخون حول نهاية هذا الرجل وكيف كانت، ومن المعروف أنَّه عاد إلى دمشق بصحبة موسى بن نصير بعد أن استدعاهما الخليفة الوليد بن عبد الملك، وقيل أنَّ سبب ذلك هو خلافٌ وقع بينهما واحتدّ، وفي جميع الأحوال فقد عُزل كلٌ منهما عن منصبه، وأمضى طارق بن زياد أواخر أيَّامه في دمشق إلى أن وافته المنيَّة سنة 720.
ترك طارق بن زياد إرثًا كبيرًا بعد وفاته تمثَّل ببقاء شبه الجزيرة الأيبيريَّة تحت حكم المسلمين قرابة 8 قرون، وفي وقتٍ لاحق خلال القرن العشرين أُطلق اسمه على عدد من المواقع في البلدان الإسلاميَّة وبالأخص في المغرب العربي.

## بداياته

### أصوله

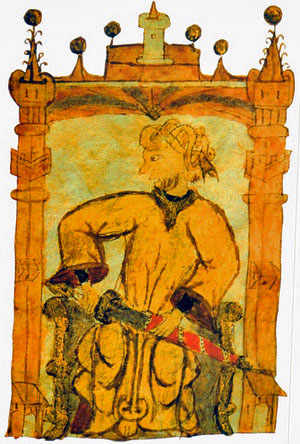
منمنمة أوروبيَّة يظهر عليها طارق بن زياد.

لم يذكر قدامى المؤرخين أمثال ابن عبد الحكم وابن الأثير والطبري وابن خلدون، تفاصيل كافية عن أصول طارق بن زياد، وقد حذت حذوهم كلٍّ من دائرة المعارف الإسلاميَّة وموسوعة كامبريدج الإسلاميَّة في الوقت المُعاصر.
غير أن بعض المؤرخين الذين كتبوا عن تاريخ فتح الأندلس بعد فترة من الفتح، ذكروا ثلاثة احتمالات، وهي:
- أنه فارسي من همدان، ويؤكد الدكتور سوادي عبد محمد أن ذلك تصحيف ل «فارس من قبيلة همدان»[8]، وهذا ما ذكره صاحب أخبار_مجموعة_في_فتح_الأندلس_وذكر_أمرائها_والحروب_الواقعة_بينهم.pdf كتاب أخبار مجموعة في فتح الأندلس.[9]
- أنه عربي من قبائل الصدف في حضرموت، ومن أبرز من قال ذلك هو ابن خلكان وأيده آخرون.[10] وأشار آخرون أنَّه يُحتمل أن يكون عبدًا عربيًّا مُعتقًا.[11][12][13]
- أنه بربري كابن عذاري، ويميل معظم المؤرخين إلى هذا الرأي لكونه كان مولى لموسى بن نصير والي أفريقية. لكن على الرغم من ذلك يختلف أصحاب هذا الرأي في تحديد القبيلة والمنطقة التي وُلد فيها طارق بن زياد وانتمى إليها،[14] وذلك كون القبائل التي يُعتقد بانتمائه إليها كانت كلها في زمانه تستوطن إقليم طرابلس.[15]
- المقري التلمساني، ذكر أنَّ ابن خلدون يُشير إلى طارق بن زياد بلقب الليثي غير أنَّ هذا لا يظهر في الطبعات الحديثة المُعاصرة من أعمال ابن خلدون.[16]
  - بحسب الظاهر فإنَّ المؤرخ والجغرافي الكبير أبو عبد الله محمد الإدريسي هو أوَّل من قال بأصول طارق بن زياد الأمازيغية وذلك في القرن الثاني عشر الميلادي، وأشار إليه باسم طارق بن عبد الله بن ونامو الزناتي، دون الإشارة إلى أنه ابن زياد.[17]
  - يُفصِّلُ ابن عذاري (في القرن الرابع عشر الميلادي) أصلين مُحتملين لطارق بن زياد، فيقول بأنه: «طارق بن زياد بن عبد الله بن رفهو بن ورفجوم بن ينزغاسن بن ولهاص بن يطوفت بن نفزاو»،[18] ويقول أيضًا أنه «طارق بن زياد بن عبد الله بن ولغو بن ورفجوم بن نبرغاسن بن ولهاص بن يطوفت بن نفزاو»،[19] ويُحتمل أنَّ وجود أصلين سببه خطأ وقع فيه مُحقق الوثائق أوَّل مرة اطلع عليها.
  - يقول الأستاذ هشام جعيط: فمن المعروف أن طارق هو من فتح الأندلس. من هو طارق؟ هو مولى بربري من قبيلة «نفزة»، وهذه القبيلة ليست بنفزاوة الطرابلسية، بل هي على الأرجح مستقرة حول طنجة في «الريف الحالي».[20]

تتواجد قبيلة نفزة  في مدينة الناظور في شمال المغرب الأقصى، وذكر هذه القبيلة ابن عذارى المراكشي في كتابه حيث قال بعد ذكر اسم طارق كاملا فهو نفزي مشيرا إلى قبيلة نفزة المغربية، وفي اسمه دلالة على قبيلة أخرى جاء ذكر «بن يطوفت» وهي قبيلة «آيت يطوفت» الموجودة بالريف المغربي وتحدها شرقا قبيلة ايبقوين، وشمالا ساحل البحر الأبيض المتوسط، وغربا قبيلة أيت بوفراح، وجنوبا قبيلة بني ورياغل وقبيلة تاركيست، كما يشق أراضيها وادي اسنادة.
- يقول رافايل ديل مورينا (بالإسبانية:  Rafael Del Morena)‏ وهو كاتب ومؤرخ إسباني عن طارق بن زياد:

Este soldado, de origen bereber, nació el 15 de noviembre de 679, año 57 de la Hégira del Profeta, por el calendario musulmán. Desde niño vivió en contacto con una naturaleza, las montañas del Rif marroquí.
ترجمة: «هذا المحارب، من أصل بربري، ولد في 15 نونبر 679، سنة 57 هجرية في التقويم الإسلامي. منذ طفولته عاش في اتصال مع الطبيعة، في جبال الريف في المغرب الأقصى.»
ويوافقه في الرأي جوزف دياباخو (بالإسبانية: Josef Deabajo)‏ حيث قال:
Ferviente musulmán y consumado guerrero, sus dotes para el arte de la guerra permitieron a este rifeño de origen bereber lograr al puesto de gobernador de Tánger. 
ترجمة: «هذا المحارب المسلم البارع والمتحمس أظهر مهاراته في فنون الحرب التي سمحت لهذا الريفي المولود من أصل بربري بالظفر بمنصب حاكم طنجة».

### نشأته وبداياته العسكريَّة
يتَّفق أغلب المؤرخين المسلمين المعاصرين، من عرب وأمازيغ، وإسبان، أنَّ طارق بن زياد كان مولى موسى بن نصير والي أفريقية، وكان موسى بن نصير قد خرج غازيًا من إفريقية إلى طنجة فتبع البربر الذين هربوا غربًا خوفًا من تقدم المسلمين، ووصل موسى وجيشه إلى السوس الأدنى وهو بلاد درعة حيث مضارب قبيلة نفزة الجبلية، فلما رأى البربر ما حدث لهم من سبي وتقتيل استأمنوا وأطاعو، فولى عليهم واليًا ووضع طارقًا واليًا على طنجة وما والاها في سبعة عشر ألفًا من من العرب واثني عشر ألفًا من البربر، وأمر موسى بن نصير العرب بأن يعلموا البربر القرآن وأن يفقهوهم في الدين، وترك البقية لطارق بن زياد في تولية أمور المسلمين في المغرب الأقصى. وكان من إستراتيجية موسى بن نصير من أجل تهدئة وترويض المغرب الأقصى أن يتخذ من القبائل المقهورة صنائع وموالي، ففكَّر بأن يضع عليهم شخص منهم وأن يكون مجده مجدهم، ولذلك وضع طارقًا واليًا على طنجة كونه من سبي البربر الذين سبى موسى بن نصير منهم الكثير، وبجانب ولايته كان طارقًا مكلفًا برهائن البربر.

## تاريخه

### فتح الأندلس
بعد نجاح العمليَّات العسكريَّة لطارق بن زياد، تمَّ لموسى بن نصير السيطرة على كامل المغرب الأقصى، وامتد النفوذ الأموي الإسلامي إلى تلك المناطق وأصبحت من حينها جزءًا من العالم الإسلامي، غير أنه بقيت فقط سبتة التي كان يحكمها حاكم قوطي يدعى يوليان خارج نطاق سيطرة المسلمين.

#### مُقدمات وأسباب الفتح

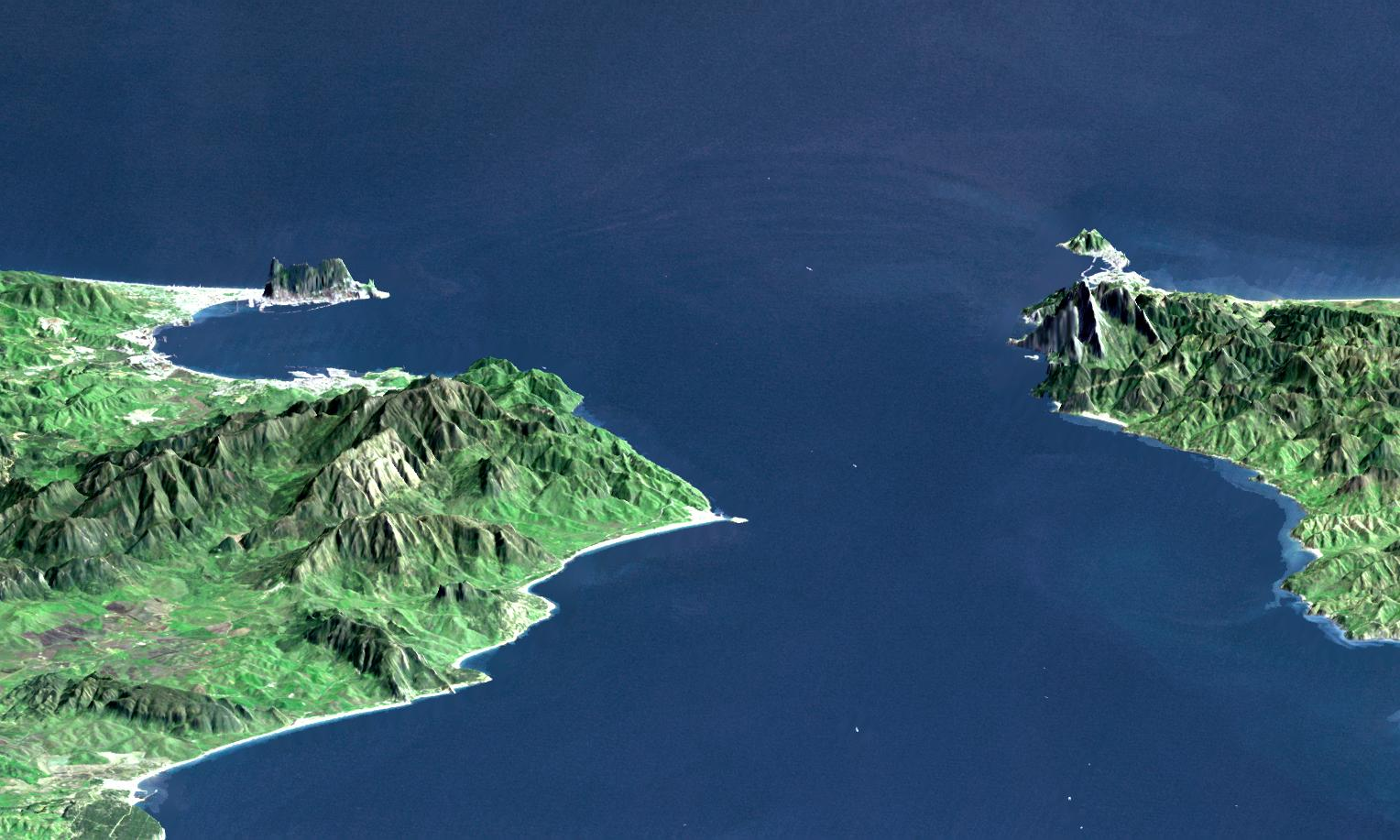
بلاد المغرب على اليمين وبلاد الأندلس على اليسار.

كانت عادة أشراف القوط أن يرسلوا أولادهم إلى بلاط ملكهم للتعليم والتنشئة هناك. وحدث أن اغتصب لذريق ملك القوط ابنة يوليان، مما أغضب الأخير، وقرر أن ينتقم بدعوة المسلمين لغزو القوط. كما يبدو أنَّ يوليان هذا كان يمتلك بعض الإقطاعات في جنوبي أيبيريا، وهو على صلات حسنة مع حكَّام البلاد السابقين آل غيشطة، وتحالف مع أخيلا المُطالب بالعرش الإسباني للتخلّص من حكم لذريق، كما كان رسول آل غيشطة إلى المسلمين. ولمَّا تاخم المسلمون حدود بلاده وجد في قوَّتهم خير من يُساعده في تحقيق هدفه، كما أراد أن يُقدمَ إليهم خدمة جليلة بعد أن أضحوا أسياد المنطقة، فقرر أن يؤدي دور الوسيط في تشجيعهم على العبور إلى إسبانيا، فراسل موسى بن نصير، وقيل طارق بن زياد، يدعوهم لعبور المضيق وغزو القوط، وأعدّ لهم السفن اللازمة للعبور، وبيَّن لهم حسن البلاد وفضلها وما تحتويه من الخيرات، وهوَّن حال رجالها ووصفهم بالضعف.
ويبدو أنَّ طارق بن زياد كان يُراوده حلم اجتياز المياه إلى الضفة المُقابلة، كما أنه في الواقع أنَّه لم يكن لدى موسى بن نصير ما يدعوه إلى رفض هذه الفكرة، ذلك لأنَّ الأمر قد يتطوَّر إلى صورة فتح إسلامي شامل لهذا البلد يُدخله في دائرة الدولة الإسلاميَّة. إلَّا أنَّ عملًا ضخمًا من هذا النوع لا بد وأن ينال موافقة الخليفة في دمشق، لذلك كتب موسى بن نصير إلى الوليد بن عبد الملك يُبلغه عرض يوليان ويستأذنه في العبور. تردد الوليد في بادئ الأمر خشيةً على المسلمين من أن يُغرَّر بهم، وأمر موسى بأن يتروّى في الأمر، وأن يختبر البلاد بالسرايا. بناءً على هذا أرسل موسى أحد ضبَّاطه ويُدعى طريف بن مالك وهو من البربر، على رأس قوَّة عسكريَّة وأمره بالغارة على ساحل إسبانيا الجنوبي. نزل طريف وجنوده في جزيرة بالوماس، وأغار على المناطق التي تليها إلى جهة الجزيرة الخضراء وأصاب سبيًا كثيرًا وعاد مُحمَّلًا بالغنائم، فأقنعت هذه الحملة كلٍّ من الخليفة وموسى بن نصير بضعف وسائل الدفاع الإسباني.

#### فتح أيبيريا

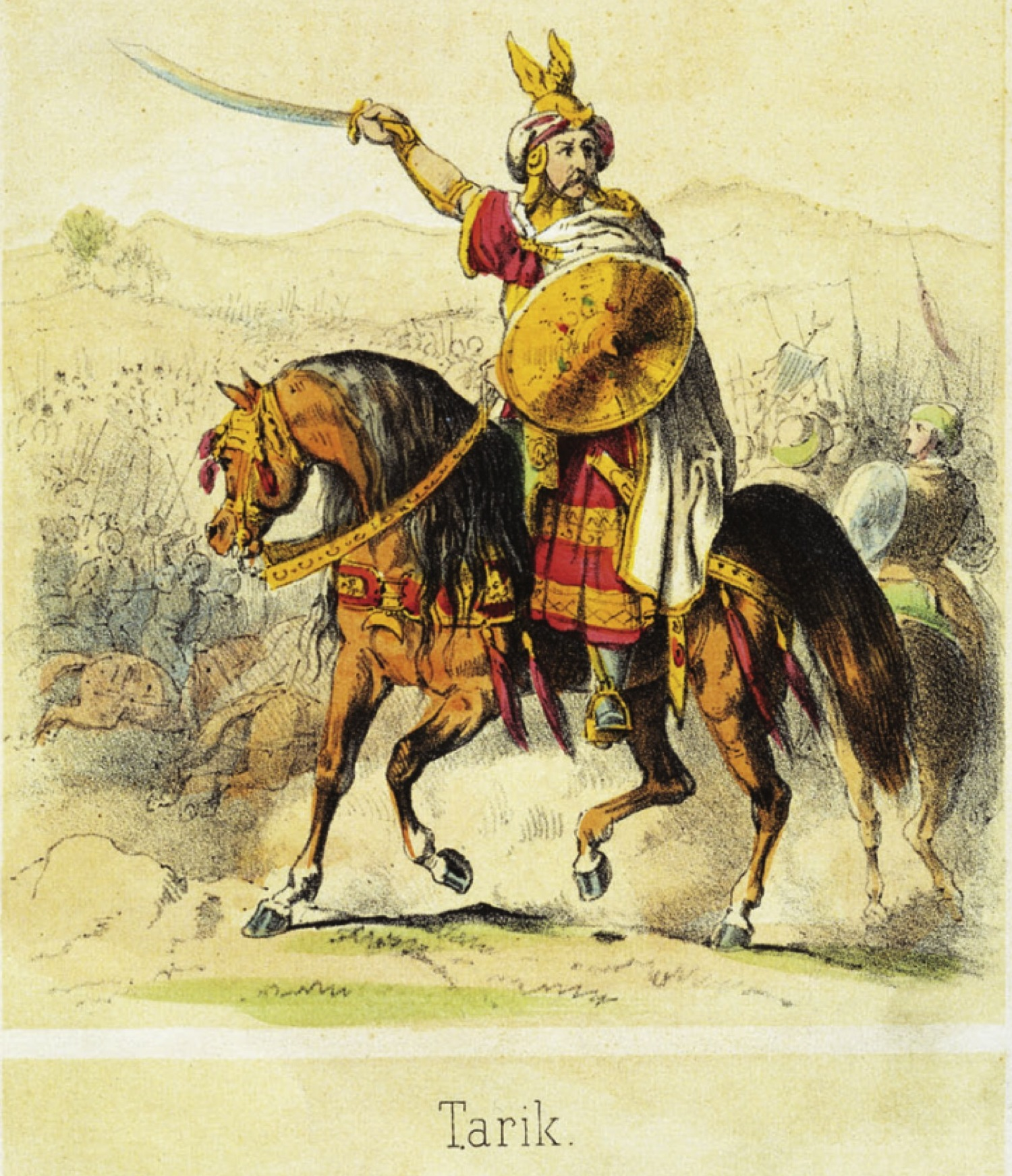
رسم تخيلي لطارق بن زياد على رأس جيشه. بريشة تيودور هوزمن (1807-1875)

في 5 رجب 92هـ/29 أبريل 711م، أرسل موسى بن نصير طارق بن زياد على رأس جيشٍ عظيم وصل تعداد أفراده إلى نحو 7,000 رجل معظمهم من البربر. عبر طارق بن زياد وجيشه المضيق الفاصل بين البحر المتوسط والمحيط الأطلسي، ونزل في رأس شبه الجزيرة الأيبريَّة في الموضع الذي يعرف اليوم بجبل طارق، وسيطر على ذلك الموقع بعد أن اصطدم بالحامية القوطيَّة. أقام القائد المسلم عدَّة أيَّام في قاعدة الجبل نظَّم خلالها جيشه، وأعدَّ خطَّة لفتح القلاع القريبة، والتوغّل في عمق إسبانيا، ونجح في فتح بعض القلاع والمدن منها قرطاجنة والجزيرة الخضراء، ثمَّ تقدم باتجاه الغرب حتى بلغ خندة جنوبي غربي إسبانيا التي يقطعها نهر برباط عبر وادي لكة الشهير، وعسكر هناك.

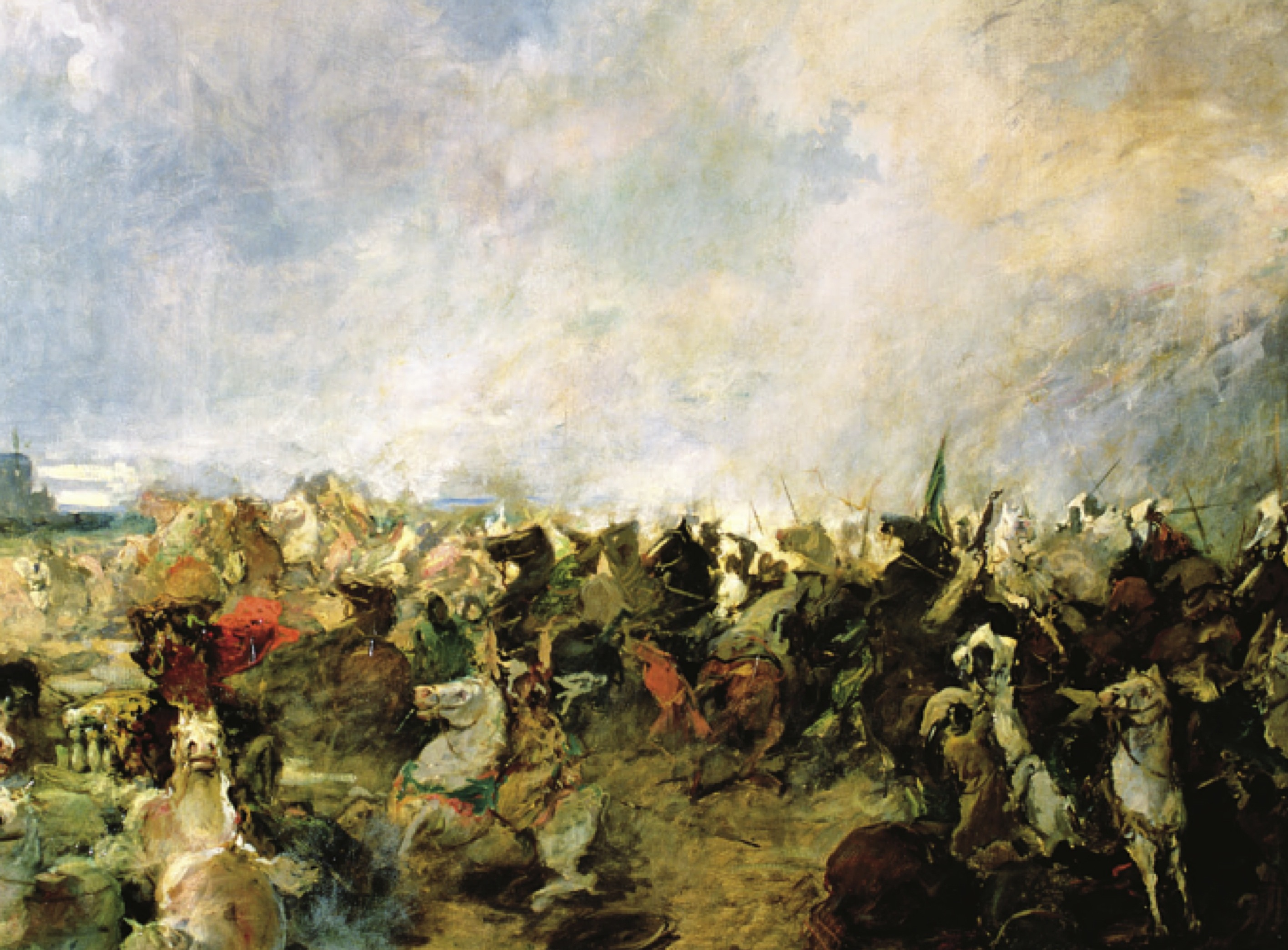
انسحاب الجيش القوطي أمام المسلمين في معركة وادي لكة.

عندما علم لذريق بعبور جيش طارق، جمع جيشًا بلغ نحو 100,000 رجل وسار لقتالهم، وعلم طارق بن زياد بواسطة جواسيسه بأنباء الحشود الضخمة التي حشدها لذريق، فراسل موسى بن نصير يستمده، فأرسل له 5,000 رجل آخر. تقابل الجيشان في 28 رمضان 92هـ/19 يوليو 711م عند وادي لكة من كورة شذونة، على بعد أميال إلى الشرق من قادش، وجرت بينهما معركة طاحنة، أسفرت عن انتصار حاسم لجيش طارق بن زياد، وتمَّ القضاء على الجيش القوطي ومعه الملك، وتشير بعض المصادر إلى أنَّ طارق بن زياد هو من قتل لذريق بيده، إذ رماه برمحه فأرداه قتيلًا على الفور، وجعل يصيح: «قتلت الطاغية.. قتلت لذريق».
نصح يوليان طارق بن زياد بتقسيم جيشه لفتح المدن الهسبانية، فأرسل طارق مفارز فتحت قرطبة وإلبيرة وغيرها، وسار بنفسه يريد طليطلة عاصمة القوط. وبحكم الأمر الواقع، أصبح طارق حاكمًا على الأندلس. وبعد أن تمَّ له فتح طليطلة، راسل موسى بن نصير يطلب منه المدد لتعويض النقص في عدد الجنود ولتوطين ما يلزم من الرجال في المدن حديثة الفتح حتى يُدافعوا عنها، فكتب قائلاً: «إن الأمم قد تداعت علينا من كل ناحية فالغوث الغوث». ردَّ موسى بن نصير على طارق بن زياد يأمره بألَّا يتجاوز مكانه حتى يلحق به، وفي شهر رمضان من عام 93هـ/يونيو 712، أقلع موسى بن نصير إلى الجزيرة الخضراء على رأس قوة عسكريَّة ضخمة وفتح عدَّة مدائن أخرى أثناء توجهه لمقابلة طارق بن زياد.

### نهايته
عام 95هـ، وبعد أن فتحا مناطق واسعة من شبة الجزيرة الأيبيرية، جاءت رسل الخليفة الوليد بن عبد الملك تستدعي موسى بن نصير وقائده طارق بن زياد إلى دمشق، لينتهي بذلك دورهما كقادة عسكريين في فتح الأندلس. ويُرجّح عدد من المؤرخين سبب استدعائهما إلى دمشق من قبل الخليفة إلى خِلافٍ وقع بينهما وبلغ حدَّة كبيرة دفعت الخليفة إلى استدعائهما إلى دمشق ليحسم الخلاف بنفسه. توجه طارق بن زياد بصحبة موسى بن نصير إلى دمشق ومعه أربعمائة من أفراد الأسرة المالكة وجموع من الأسرى والعبيد والعديد من النفائس. ولمَّا وصلا طبريَّا في فلسطين، طلب منهما سليمان بن عبد الملك ولي العهد التأخّر حتى يموت الخليفة الوليد الذي كان يصارع الموت. لكنهما تابعا تقدّمهما ودخلا مع الغنائم إلى دمشق.
وعندما تولّى سليمان الخلافة، عزل موسى وأولاده، وقتل ابنه عبد العزيز بن موسى الذي شارك في فتح الأندلس. أمَّا طارق بن زياد فقد انقطعت أخباره إثر وصوله إلى الشام، واضطربت أقوال المؤرخين في نهايته، غير أن الراجح أنه لم يولَّ عملا بعد ذلك، ويبدو أنَّه آثر أن يعيش بعيدًا عن الأضواء، ويُمضي أيَّامه في العبادة والزهد بعيدًا عن مسرح الشهرة وضجيج السياسة، وقد توفي سنة 720م.

## العلاقة مع موسى بن نصير
هناك خلاف حول طبيعة العلاقة التي كانت بين طارق بن زياد وموسى بن نصير. فبعض المؤرخين، رجحوا وجود علاقة حقد وحسد من جهة موسى تجاه طارق بن زياد، بعد نجاحه في غزو الأندلس. في حين لم يرجح بعضهم وجود تلك الضغائن بين الاثنين. وقد ذكر ابن عبد الحكم أن موسى غضب على طارق، وسجنه وهمّ بقتله لولا شفاعة مغيث الرومي مولى الوليد بن عبد الملك، وأن استدعاء الخليفة الوليد للرجلين، كان بسبب ذلك. كما ذكر صاحب أخبار مجموعة في فتح الأندلس، عندما التقى طارق بموسى في الأندلس، نزل عن جواده احترامًا له، بينما وضع موسى السوط على رأسه، وأنبه على مخالفته أمره. في حين ذكر البلاذري أن موسى عنّف طارق في خطاب أرسله إليه ينهاه أن يتجاوز قرطبة، إلا أنهما تصالحا بعد ذلك.

## أمور جدلية

### مائدة الذهب
القصة الأكثر انتشارا فيما يتعلق بالعداوة بين طارق وموسى، تتعلق بمائدة من الذهب مرصعة بالأحجار الكريمة، نسبتها المصادر العربية إلى النبي سليمان بن داود، التي استولى عليها طارق في غزواته، وانتزع منها إحدى أقدامها. اتهم موسى طارقًا في تلك القدم، فأنكر طارق ذلك. وأمر موسى باستبدالها بقدم أخرى من الذهب. وقد دخل موسى بتلك المائدة على الخليفة في دمشق. وأمام الخليفة، إدعى موسى بأنه من عثر عليها، غير أن طارق فنّد الادعاء حين أظهر القدم الأصلية أمام الخليفة. لم ترد القصة في فتوح البلدان للبلاذري، الذي ذكر فقط أن موسى دخل بالمائدة على الخليفة.

### حرق الأسطول الإسلامي

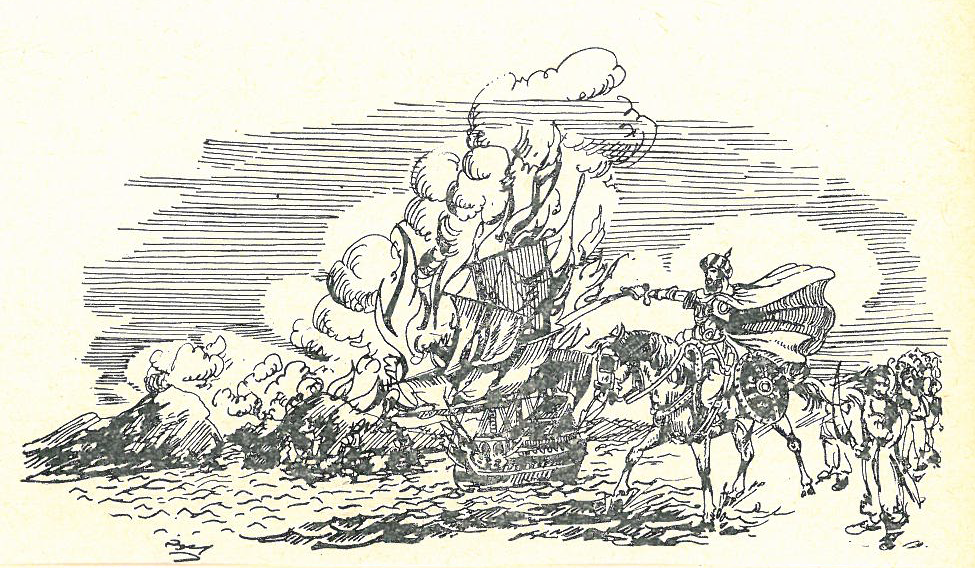
رسمٌ يُصوِّرُ إحراق طارق بن زياد لِسُفن المُسلمين، وهي حادثةٌ مشكوكٌ فيها عند عدَّة مُؤرخين.

من الأمور التي كانت محل الجدل فيما يرتبط بتاريخ طارق بن زياد، مسألة حرقه للسفن التي عبر عليها للأندلس ليقطع طريق العودة على جنوده، ويدفعهم للإستبسال في القتال أمام العدو، وهي رواية محل شك نظرًا لكونها لم تذكر في الروايات العربية إلا في كتاب نزهة المشتاق في اختراق الآفاق للإدريسي الذي عاش بعد الفتح بنحو خمسة قرون. وكذا مسألة خطبته التي قالها قبل معركة وادي لكة، والتي قال فيها:
«أيها الناس، أين المفر؟ البحر من ورائكم، والعدو أمامكم، وليس لكم والله إلا الصدق والصبر، واعلموا أنكم في هذه الجزيرة أضيع من الأيتام على مائدة اللئام، وقد استقبلكم عدوكم بجيشه وأسلحته، وأقواته موفورة، وأنتم لا وزر لكم إلا سيوفكم، ولا أقوات إلا ما تستخلصونه من أيدي عدوكم، وإن امتدت بكم الأيام على افتقاركم، ولم تنجزوا لكم أمرًا ذهبت ريحكم، وتعوَّضت القلوب من رعبها منكم الجراءة عليكم، فادفعوا عن أنفسكم خذلان هذه العاقبة من أمركم بمناجزة هذا الطاغية فقد ألقت به إليكم مدينته الحصينة، وإن انتهاز الفرصة فيه لممكن، إن سمحتم لأنفسكم بالموت.

وإني لم أحذركم أمرًا أنا عنه بنجوة، ولا حَمَلْتُكُمْ على خطة أرخص متاع فيها النفوس إلا وأنا أبدأ بنفسي، واعلموا أنكم إن صبرتم على الأشقِّ قليلاً، استمتعتم بالأرفَهِ الألذِّ طويلاً، فلا ترغبوا بأنفسكم عن نفسي، فما حظكم فيه بأوفى من حظي".
وقد انتخبكم الوليد بن عبد الملك أمير المؤمنين من الأبطال عُربانًا، ورضيكم لملوك هذه الجزيرة أصهارًا، وأختانًا، ثقة منه بارتياحكم للطعان، واستماحكم بمجالدة الأبطال والفرسان؛ ليكون حظُّه منكم ثواب الله على إعلاء كلمته وإظهار دينه بهذه الجزيرة، وليكون مغنمًا خالصة لكم من دونه، ومن دون المؤمنين سواكم، والله – الله – ولَّى أنجادكم على ما يكون لكم ذِكرًا في الدارين.

واعلموا أنني أول مُجيب لما دعوتكم إليه، وأني عند مُلتقى الجمعين حامل نفسي على طاغية القوم لذريق، فقاتله - إن شاء الله -، فاحملوا معي، فإن هلكت بعده، فقد كفيتكم أمره، ولم يعوزكم بطلب عاقد تسندون أموركم إليه، وإن هلكت قبل وصولي إليه؛ فاخلفوني في عزيمتي هذه، واحملوا بأنفسكم عليه، واكتفوا الهمَّ من الاستيلاء على هذه الجزيرة بقتله؛ فإنهم بعده يُخذلون».
كما قيل أنَّه ذكرهم بالآية القرآنيَّة: ﴿إِنَّ اللَّهَ اشْتَرَى مِنَ الْمُؤْمِنِينَ أَنْفُسَهُمْ وَأَمْوَالَهُمْ بِأَنَّ لَهُمُ الْجَنَّةَ يُقَاتِلُونَ فِي سَبِيلِ اللَّهِ فَيَقْتُلُونَ وَيُقْتَلُونَ وَعْدًا عَلَيْهِ حَقًّا فِي التَّوْرَاةِ وَالْإِنْجِيلِ وَالْقُرْآنِ وَمَنْ أَوْفَى بِعَهْدِهِ مِنَ اللَّهِ فَاسْتَبْشِرُوا بِبَيْعِكُمُ الَّذِي بَايَعْتُمْ بِهِ وَذَلِكَ هُوَ الْفَوْزُ الْعَظِيمُ ۝١١١﴾ [التوبة:111]. هناك شك في نسبة تلك الخطبة إلى طارق، نظرًا لأنها لم ترد في أقدم المصادر العربية التي تناولت فتح الأندلس وهي فتوح مصر والمغرب لابن عبد الحكم أو فتوح البلدان للبلاذري، كما لم يذكرها ابن الأثير ولا ابن خلدون، وذكرها المقري دون أن يذكر عمّن نقلها.

### مواضيع أخرى
من أقدم الوثائق التي تُشير إلى طارق بن زياد تأريخ عام 754، أي خلال العقود الأولى من الفتح الإسلامي للأندلس، وهي مكتوبة باللغة اللاتينيَّة، وفيها يُشار إلى القائد المُسلم باسم Taric Abuzara. ارتبط اسم طارق بن زياد عند بعض المؤرخين باسم جارية تُدعى «أم حكيم»، ويُقال أنها رافقته في أسفاره وفتوحاته وكانت معه حين عبر إلى أيبيريا، لكن طبيعة علاقتهما غير معروفة. كذلك يُشير البعض إلى أنَّ طارق بن زياد لم يعش عيشة زاهدة في دمشق عن قناعة، بل عاش فقيرًا مُعدمًا وقيل أنَّه شوهد في آخر أيامه يتسوّل أمام المسجد، وأنَّه كان قد شعر بالظلم من موسى بن نصير وكان يريد أن يشكيه للخليفة، لكن وفاة الأخير وتولّي سليمان بن عبد الملك زمام الأمور حال دون ذلك، لا سيَّما وأنَّ الأخير كان يتوعّد كلًّا من موسى بن نصير وطارق بن زياد بالقصاص لأنهما رفضا الامتثال لأمره والانتظار في فلسطين لحين وفاة الخليفة، ويُشير هؤلاء إلى أنَّ سليمان كان يريد أن ينسب الفتح والغنائم لنفسه. كما أُشير إلى أنَّ سياسة الأمويين القاضية بتفضيل العنصر العربي على غيره من العناصر في الدولة كانت سببًا في إهمال طارق بن زياد كونه، بحسب أصحاب هذا الرأي، أمازيغي الأصل.

## ذكرى طارق بن زياد

### شخصيَّته
يُشير عدد من الباحثين والمؤرخين المسلمين مثل الدكتور عبد الحليم عويس والدكتور راغب السرجاني إلى أنَّ طارق بن زياد كان إنسانًا متواضعًا راضيًا وقنوعًا، تجلَّت إنسانيَّته في الكثير من المواقف البارزة. فقد رضي على الدوام أن يكون الرجل الثاني بعد موسى بن نصير، ولم تظهر منه أي علامة صراع من أجل الدنيا، و«كان بربريًّا عربيًّا مسلمًا مثاليًّا»، أي كان الإسلام قوميَّته وكان المسلمون على اختلاف قوميَّاتهم شعبه. كما أشار هؤلاء إلى أنَّ طارق بن زياد كان وفيًّا لكل من وقف معه، ولم ينكث عهده أبدًا، وأنَّ له فضلٌ كبير على اليهود الأيبيريّين، فقد كان القوط قد أصدروا أمرًا بتنصير، أو تعميد كل أبناء اليهود الذين يصلون إلى سن السابعة، كما أصدروا أمرًا بمصادرة أملاك اليهود بعد اكتشافهم لمؤامرة يهودية، ولهذا كان فتحه للأندلس إنقاذًا لليهود. كما عُرف أنَّه أعاد للأمراء أملاكهم التي كانت لهم، وهي التي سميت بصفايا الملوك، كما كان صادقًا في عهود الأمان التي أعطاها لبعض المدن، حتى ولو كان أهل هذه المدن قد حصلوا عليها بنوع من الحيلة، فلم ينكث عهده معهم مع ذلك، اعتمادًا على أن في الحرب من الخدعة ما تقرُّه كل القوانين.

### ميراثه

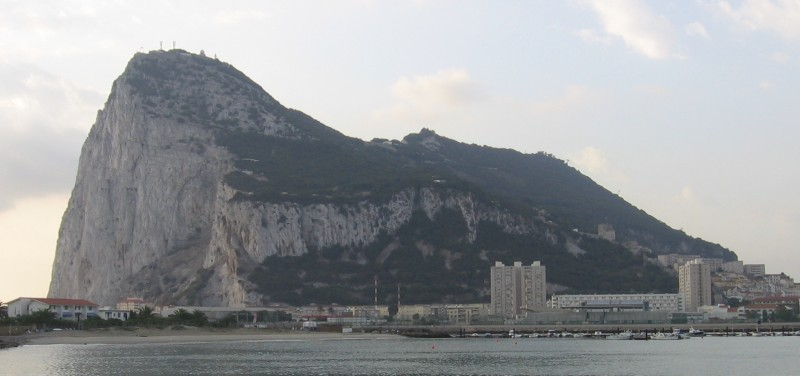
جبل طارق الذي سمي نسبة لطارق بن زياد.

طارق بن زياد على عملة من فئة 5 جنيهات استرلينيَّة و خلفه النجمة الخماسية لعلم المغرب.

يُعتبر طارق بن زياد أحد أشهر القادة العسكريين المُسلمين في التاريخ، ومن أهمهم على الإطلاق، وهو من أكثر الشخصيَّات الوطنيَّة إجلالًا في المغرب العربي، في كلٍ من الجزائر والمغرب بشكلٍ خاص، وعند العرب والأمازيغ على حدٍ سواء، وقد سُمِّيت باسمه الكثير من المواقع تكريمًا له وتخليدًا لذكراه، في البلدان الإسلاميَّة وخارجها. من هذه على سبيل المِثال أكاديميَّة طارق بن زياد في إنفر غروف هايتس، مينيسوتا، بالولايات المتحدة، وهي مدرسة ابتدائيَّة مدعومة من مؤسسة الإغاثة الإسلاميَّة الأمريكيَّة، وقد دخلت في عدَّة قضايا قانونيَّة جدليَّة كونها خالفت مبدأ فصل الدين عن الدولة المعمول به في البلاد إلى أن أُغلقت سنة 2011م من قبل وزارة التعليم المينوسوتيَّة. وفي سنة 2012م أصدر البنك المركزي البريطاني لحكومة جبل طارق ورقة مالية تحمل صورة طارق بن زياد، والورقة الماليَّة هذه من فئة 5 جنيهات استرلينيَّة، ويظهر عليها طارق بن زياد يحمل سيفًا. لكن الإرث الأهم لطارق بن زياد يبقى المضيق الفاصل بين البحر المتوسط والمحيط الأطلسي الذي حمل اسمه منذ أن عبره وحتى الزمن الحالي.

## وصلات خارجية
- إسطورة إحراق طارق بن زياد لإسطول المسلمين، الشبكة الإسلامية.
- طارق بن زياد في سلسلة عظماء الإسلام الوثائقيَّة.
- موقع «لكم»: حكومة جبل طارق تطبع صورة طارق ابن زياد على الجنيه الأسترليني.
- لفلي سمايل: مقدمات فتح الأندلس، و موسى وطارق يفتحان الأندلس، و بدء الفتح وأعمال طارق بن زياد، و عودة موسى وطارق إلى دمشق.

| سبقه لقب مُستحدث | والي الأندلس (بحكم الأمر الواقع) 711–712م | تبعه موسى بن نصير |